# Arthur Tchaptchet (futsal)
Ne doit pas être confondu avec Arthur Tchaptchet (football).
Pour les articles homonymes, voir Tchaptchet.
Arthur Yann Tchaptchet Tchato, né le 2 novembre 1995 à Douala, est un joueur international franco-camerounais de futsal.
Révélé au Sporting Paris, il remporte la Coupe de France en 2019 avec le club français. En 2021, il part terminer la saison en Italie avant de s'engager avec le Nantes Métropole Futsal et de remporte sa seconde Coupe nationale.
Arthur Tchapthet fait ses débuts internationaux avec l'équipe de France en 2021. Il participe à la première qualification française pour une Coupe du monde en 2024 et est retenu pour disputer la phase finale.

## Biographie
Arthur Thaptchet naît à Douala mais possède aussi la nationalité française.

### En club
Avec le Sporting Paris, Arthur Tchaptchet remporte sa première Coupe de France en 2018-2019 et inscrit un but en finale contre Garges Djibson (7-1).
Début 2021, il rejoint l'Italie et le Bovalino C5, en provenance de la deuxième division française et le Torcy Futsal.
À l'été 2021, Arthur rejoint le Nantes MF. En novembre 2021, il inscrit un triplé contre Kingersheim (8-1) en D1 Futsal. En fin de cette saison 2021-22, le club nantais remporte sa première Coupe de France et Tchaptchet inscrit un but en finale contre Mouvaux (4-4, 5-4 a.p).
À l'été 2023, Arthur revient au Nantes MF un an après son départ au Kremlin-Bicêtre.
En 2024, Arthur Tchaptchet est sacré champion de Croatie avec Pula. Durant l'été, il reste dans ce pays et rejoint le MNK Novo Vrijeme.

### En équipe nationale
En septembre 2021, tout juste arrivé à Nantes, Arthur Tchaptchet est convoqué en équipe de France A par son nouveau sélectionneur Raphaël Reynaud face à la Norvège. Il marque son premier but lors du deuxième match amical contre l'équipe de Norvège (6-2). En décembre, lors du Tournoi des 4 Nations, Arthur marque et participe à vaincre l'Allemagne (7-3) ainsi qu'à remporter le premier trophée de son histoire.
En octobre 2023, alors à deux buts en sept sélections; Arthur est appelé pour pallier la suspension du capitaine Abdessamad Mohammed lors du match retour en Croatie lors des qualifications pour le Mondial 2024.
En février 2024, Tchaptchet inscrit un doublé face aux Pays-Bas en amical (6-3) pour sa dixième cape. En septembre suivant, il marque de nouveau lors de l'avant-dernier match de préparation contre le Turkménistan (victoire 9-1).

## Style de jeu
Arthur Tchaptchet évolue au poste de pivot, où il fait reculer les défenseurs adverses. Il déclare en 2021 : « Mon poste manque en France… Je dois aider dos au but et donner de la profondeur au jeu. Je peux apporter mon expérience de la D1 et ma force athlétique ».

## Palmarès
Avec le Sporting Paris, Tchaptchet remporte sa première Coupe de France en 2018-2019. En fin de saison 2021-22, avec le Nantes MF, il remporte sa seconde Coupe de France.
En 2024, Arthur Tchaptchet est sacré champion de Croatie avec Pula

## Statistiques
| Saison                | Club                    | Championnat           | Championnat | Championnat | Coupe(s) nationale(s) | Coupe(s) nationale(s) | France | France | Total | Total |
| Saison                | Club                    | Division              | M.          | B.          | M.                    | B.                    | M.     | B.     | M.    | B.    |
| 2018-2019             | Sporting Paris          | D1                    | 22          | 18          | 4                     | 3                     | -      | -      | 26    | 21    |
| 2019-2020             | Sporting Paris          | D1                    | 14          | 8           | 2                     | 2                     | -      | -      | 16    | 10    |
| 2020-0000             | Sporting Paris          | D1                    | -           | -           | -                     | -                     | -      | -      | 0     | 0     |
| 0000-2021             | Bovalino C5             | Serie A2              | 12          | 15          | -                     | -                     | -      | -      | 12    | 15    |
| 2021-2022             | Nantes Métropole Futsal | D1                    | 15          | 7           | 1                     | 1                     | 2      | 1      | 18    | 9     |
| 2022-2023             | Kremlin-Bicêtre Futsal  | D1                    | 17          | 11          | -                     | -                     | -      | -      | 17    | 11    |
| 2023-2024             | Nantes Métropole Futsal | D1                    | 12          | 6           | -                     | -                     | -      | -      | 12    | 6     |
| 2024                  | Pula Futsal             | D1                    | 5           | 2           | -                     | -                     | -      | -      | 5     | 2     |
| 2024-2025             | MNK Novo Vrijeme        | D1                    | -           | -           | -                     | -                     | -      | 2      | 0     | 2     |
| Total sur la carrière | Total sur la carrière   | Total sur la carrière | 99          | 67          | 7                     | 6                     | 18     | 4      | 124   | 77    |